# Godalming
Godalming é uma cidade do distrito de Waverley, no condado de Surrey, na Inglaterra, situada a 7 km a sul de Guildford, nas margens do rio Wey.
É famosa por ser a cidade natal do escritor Aldous Huxley.